# 4566 Chaokuangpiu
4566 Chaokuangpiu este un asteroid din centura principală, descoperit pe 27 noiembrie 1981.